# Three's Company
Three's Company (em Portugal e, no Brasil Um é Pouco, Dois é Bom e Três é Demais) foi uma série de televisão estadunidense de comédia, exibida pela ABC de 15 de março de 1977 a 18 de setembro de 1984.

## Enredo
A história acompanhava a vida de três amigos, Janet (Joyce DeWitt), Chrissy (Suzanne Somers) e Jack (John Ritter), que dividiam um apartamento. Mas, para que o proprietário do prédio aceitasse a presença de Jack no apartamento das moças, ele fingia ser gay.
Em 1981, Suzanne Somers, que chamava mais a atenção do público, especialmente o masculino, deixou o elenco em meio a uma disputa contratual. A atriz foi substituída por Jenilee Harrison, que interpretou a prima de Chrissy, Cindy.
Mas o público não a recebeu bem, levando os produtores a substituírem a atriz por Priscilla Barnes, que interpretou Terri Alden, uma enfermeira que Jack conhece no Pronto Socorro.
Mais tarde, o personagem de Jack ganhou sua própria série, Three’s Crowd (1984-1985), quando ele decide se mudar para o apartamento de sua namorada Vicky (Mary Cadorette). Mas o fato dos dois não se casarem irrita o pai da jovem, o senhorio do prédio. 